# Peter Kock (Kaufmann)
Peter Kock (* in Lübeck; † Sommer 1526 auf See) war ein deutscher Sekretär des Hansekontors in Bergen (Norwegen).

## Leben
Peter Kock war ein Neffe des Lübecker Bergenfahrers und Bürgermeisters Joachim Gercken. Er studierte ab Ostern 1509 an der Universität Rostock, wo er 1511 zum Bakkalaureus und im Wintersemester 1513/14 zum Magister promoviert wurde.
Peter Kock folgte dem bis 1520 in Bergen tätigen Sekretär Magister Nicolaus Repenhagen. Als Sekretär des Hansekontors auf Bryggen wird er erstmals 1521 in einer norwegischen Urkunde als „Mester Per“ belegt. 1523 befand er sich anlässlich einer Beglaubigung gemeinsam mit den Älterleuten des Kontors bei König Christian II. von Dänemark und Norwegen. Am 9. Juni 1526 trat er kurz vor einer Heimreise nach Lübeck noch als Zeuge beim Verkauf einer Handelsgesellschaft in Bergen auf. Auf der Heimreise wurde sein Schiff 1526 von Skipper Clement, einem Freibeuter in Diensten des inzwischen abgesetzten und exilierten Königs Christian II., aufgebracht. Kein Besatzungsmitglied des aufgebrachten Schiffes blieb verschont. Nach Bericht seines Onkels, des Lübecker Bürgermeisters Joachim Gercken an den Hansetag 1530 in Bremen wurden alle auf dem Schiff befindlichen Personen jeweils zu zweit Rücken an Rücken aneinander gebunden und „also gleich Hunden über Bord geworfen“, also ertränkt. Kocks direkter Nachfolger als Sekretär in Bergen ist namentlich nicht überliefert; der nächste namentlich bekannte Sekretär wurde 1534 Peter Gercken, ein jüngerer Bruder der Lübecker Bürgermeisters Joachim Gercken und damit Onkel von Peter Kock.